# العلاقات الكويتية الباهاماسية
العلاقات الكويتية الباهاماسية هي العلاقات الثنائية التي تجمع بين الكويت وباهاماس.

## مقارنة بين البلدين
هذه مقارنة عامة ومرجعية للدولتين:
| وجه المقارنة                                              | الكويت        | باهاماس      |
| --------------------------------------------------------- | ------------- | ------------ |
| المساحة (كم2)                                             | 17.82 ألف     | 13.88 ألف    |
| عدد السكان (نسمة)                                         | 4.14 مليون    | 395.36 ألف   |
| الكثافة السكانية (ن./كم²)                                 | 232.32        | 28.48        |
| العاصمة                                                   | مدينة الكويت  | ناساو        |
| اللغة الرسمية                                             | اللغة العربية | لغة إنجليزية |
| العملة                                                    | دينار كويتي   | دولار بهامي  |
| الناتج المحلي الإجمالي (بليون دولار)                      | 120.13 مليار  | 12.16 مليار  |
| الناتج المحلي الإجمالي (تعادل القوة الشرائية) بليون دولار | 290.53 مليار  | 8.92 مليار   |
| الناتج المحلي الإجمالي الاسمي للفرد دولار أمريكي          | 29.30 ألف     | 22.82 ألف    |
| الناتج المحلي الإجمالي للفرد دولار أمريكي                 | 73.25 ألف     |              |
| مؤشر التنمية البشرية                                      | 0.816         | 0.790        |
| رمز المكالمات الدولي                                      | +965          | +1242        |
| رمز الإنترنت                                              | .kw           | .bs          |
| المنطقة الزمنية                                           | ت ع م+03:00   | 00           |

## منظمات دولية مشتركة
يشترك البلدان في عضوية مجموعة من المنظمات الدولية، منها:
| علم المنظمة | اسم المنظمة                               | تاريخ انضمام الكويت | تاريخ انضمام باهاماس |
| ----------- | ----------------------------------------- | ------------------- | -------------------- |
|             | الاتحاد البريدي العالمي                   | ?                   | ?                    |
|             | يونسكو                                    | 18 نوفمبر 1960      | 23 أبريل 1981        |
|             | البنك الدولي للإنشاء والتعمير             | 13 سبتمبر 1962      | 21 أغسطس 1973        |
|             | وكالة ضمان الاستثمار متعدد الأطراف        | 12 أبريل 1988       | 4 أكتوبر 1994        |
|             | الاتحاد الدولي للاتصالات                  | 14 أغسطس 1959       | 19 أغسطس 1974        |
|             | منظمة الشرطة الجنائية الدولية             | ?                   | ?                    |
|             | مؤسسة التمويل الدولية                     | 13 سبتمبر 1962      | 8 ديسمبر 1986        |
|             | الأمم المتحدة                             | 14 مايو 1963        | 18 سبتمبر 1973       |
|             | مؤسسة التنمية الدولية                     | 13 سبتمبر 1962      | 23 يونيو 2008        |
|             | منظمة حظر الأسلحة الكيميائية              | ?                   | ?                    |
|             | المركز الدولي لتسوية المنازعات الاستشارية | 4 مارس 1979         | 18 نوفمبر 1995       |

## وصلات خارجية
- موقع وزارة الخارجية الكويتية